# Джерело № 2 (Костилівка)
Джерело № 2 — гідрологічна пам'ятка природи місцевого значення. Об'єкт розташований на території Рахівського району Закарпатської області, с. Костилівка, ДП «Великобичківське ЛМГ», урочище «Великий потік», Костилівське лісництво, квартал 18, виділ 4.
Площа — 0,3 га, статус отриманий у 1984 році.